# Кучуксульфат
АО «Кучуксульфат» — крупное предприятие химической промышленности в России по производству сульфата натрия. Расположен в рабочем посёлке Степное Озеро в Благовещенском районе Алтайского края. Является градообразующим предприятием, на заводе трудятся 1251 человек.
АО «Кучуксульфат» было образовано в 1992 году в результате приватизации Кучукского сульфатного завода (комбината), созданного еще в 1960 году. Сырье для производства добывается из естественной рапы озера Кучук, воды которого содержат огромные запасы минеральных солей. В 1963 году было запущено сульфатное производство. Производимый здесь сульфат натрия — природного происхождения.

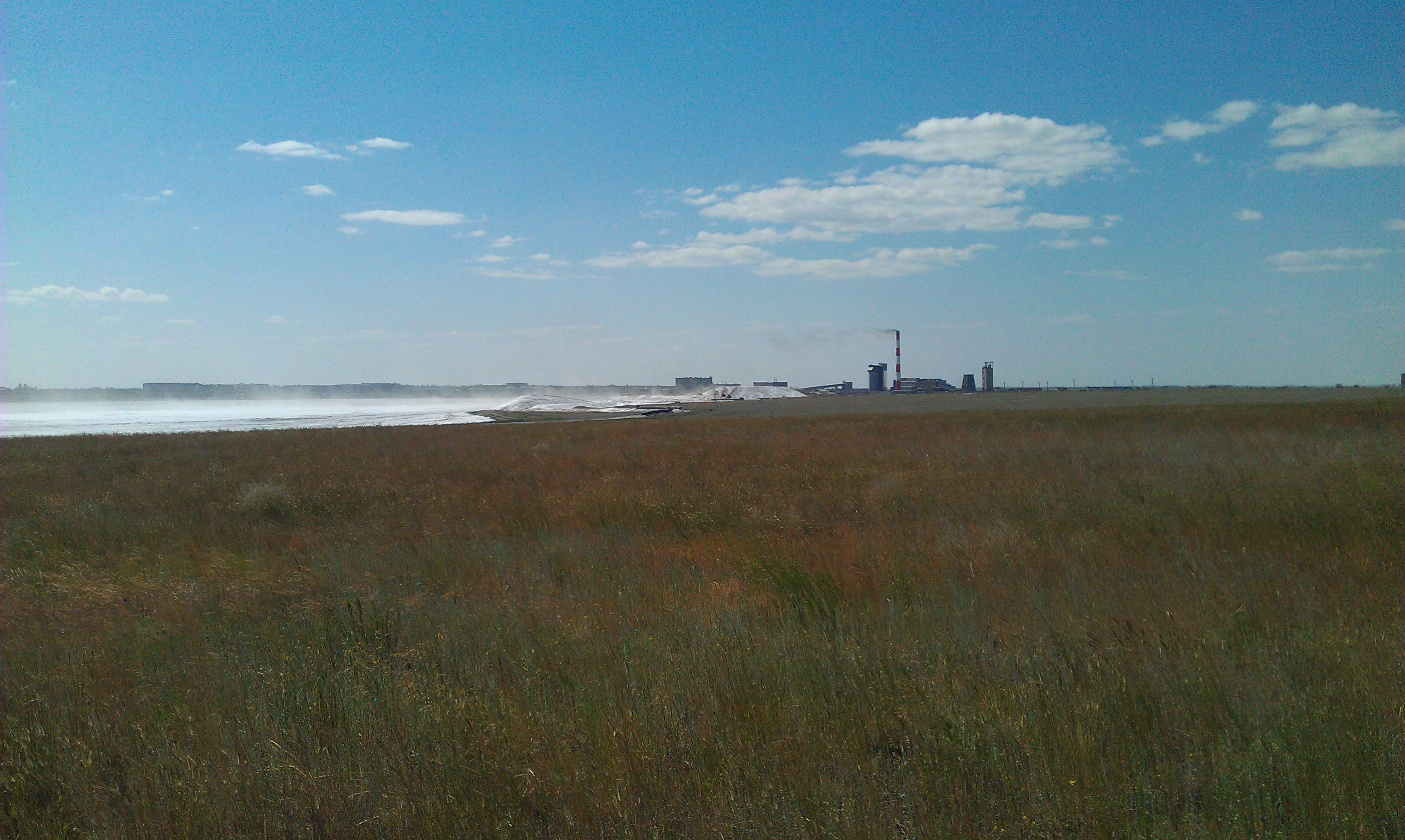
Кучуксульфат

Крупные потребители сульфата натрия — предприятия целлюлозно-бумажной и стекольной промышленности и химических отраслей. На основе сульфата натрия в химическом производстве получают сульфид натрия и бисульфат натрия.
Несмотря на то, что производители бытовой химии — самый крупный получатель природного сульфата натрия, этот компонент не является активным и используется исключительно в качестве балласта при производстве товаров бытовой химии — стирального порошка и порошков и таблеток для посудомоечных машин (до половины состава).
Среди других направлений деятельности завода — выпуск сернистого натрия для горнорудной промышленности и цветной металлургии, вылов рачков артемии (для экспорта в Корею, Японию, Китай) и производство товаров народного потребления.
Предприятие с 1999 года реализует масштабную инвестиционную программу: к моменту консолидации актива на производственной площадке накопился ряд проблем, требовавших незамедлительного решения. Её результат — практически новый завод с увеличенной почти вдвое производственной мощностью по товарному сульфату натрия. Если в момент начала программы проектная мощность предприятия составляла 427 тыс. тонн (фактически производилось 115 тыс. тонн), то на сегодняшний день достигнута производственная мощность 800 тыс. тонн. Крупный пакет акций предприятия контролировал менеджмент. В 2022 предприятие было передано в государственную собственность; по мнению Генпрокуратуры России приватизация Кучукского сульфатного завода в 90-е годы проходила с нарушениями. В 2023 году компанию продали химическому холдингу «Росхим».
В хозяйственную структуру завода входят также:
- ж/д станция Сульфатная, связывающая его с Западно-Сибирской железной дорогой
- узкоколейная железная дорога Кучукского сульфатного комбината
- производственный участок по добыче и переработке биоресурсов озера Кулундинское
- цех производства мягких контейнеров и другие объекты

Деятельность ОАО «Кучуксульфат» отмечена многочисленными наградами в России и за рубежом. Выручка в 2006 году составила 1426,7 млн рублей, что позволило войти в список самых динамичных компаний среднего бизнеса в России. Выручка за 2020 год составила около 6 млрд рублей.
Ведение экономических санкций привело к сокращению объёма производства в 2022 году на 22,3 % по сравнению с предыдущим годом — до 444 тыс. тонн.